# Elal
El-lal o  Elal (idioma tehuelche: ʔeːlal) es un héroe mítico de los tehuelches de la Patagonia. Es un ser fuerte, sabio, benéfico, creador de los tehuelches.

## Leyenda
Se dice que su padre, Nosjthej lo arrancó del vientre de su madre para devorarlo, pero la Ter-wer (Térrguer), la rata, lo rescata, y lo esconde.
Posteriormente, El-lal habría llegado a la Patagonia y habría sido un héroe civilizador que reveló al hombre el secreto del fuego, e invento el arco y la flecha.
Otros dicen que la leyenda cuenta que el ñandú y el ratón vieron a un bebe se dice que es el hijo del viento o es el de Nosjthej. El ñandú y el ratón idearon un plan para llevar al niño a la
Tierra Nueva para vivir como el debía criarse el ñandú y el ratón lo mantuvieron hasta niño.
El ñandú corría hacia el río para completar su misión de llevar volando a Elal. Pero el ñandú cada vez corría pensando en que el gigante este atrás de él y un miedo tuvo que se le achicaron las plumas y el ñandú no alcanzó a llevarlo cuando llegó el niño había sido llevado por el Cisne. Se dice que para no olvidarlos se hizo una vincha con plumas del ñandú.